# Nicole Michael
Nicole C. Michael (ur. 26 czerwca 1987 w Nowym Jorku) – amerykańska koszykarka występująca na pozycji silnej skrzydłowej.
25 sierpnia 2015 roku została zawodniczką CCC Polkowice. 25 września 2016 roku związała się z zespołem JAS-FBG Zagłębia Sosnowiec. 3 stycznia 2017 podpisała drugą w karierze umowę z Energią Toruń.

## Osiągnięcia
Stan na 29 grudnia 2016, na podstawie, o ile nie zaznaczono inaczej.
NCAA
- Uczestniczka turnieju NCAA (2008)
- Zaliczona do:
  - I składu:
    - debiutantek Big East (2007)
    - Warhawk Classic (2008)

  - składu Honorable Mention Big East (2007, 2008)

Drużynowe
- Uczestniczka rozgrywek Eurocup (2011)

Indywidualne
- Uczestniczka meczu gwiazd ligi włoskiej (2012)[6]
- Zaliczona przez  eurobasket.com do:
  - I składu:
    - ligi ukraińskiej (2014)[7]
    - zawodniczek zagranicznych PLKK (2016)[8]

  - II składu PLKK (2013, 2016)[8][9]